# Mouvement indigéniste haïtien
Le Mouvement indigéniste ou École indigéniste est un mouvement littéraire et artistique qui a emerge en haïti  au debut du XXe siecle. Il correspond à la cinquième période de la littérature haïtienne qui s'étend de 1915 jusqu'à 1945.

## Historique;
Le mouvement indigéniste, comme la majorité des mouvements et écoles littéraires d'Haïti, voit le jour dans le sillage d'une revue. La Revue indigène est publiée en 1927, en pleine occupation américaine (1915-1934). Ce projet, amorcé par la présence des Américains, est le prolongement d'un mouvement annoncé quelques années auparavant par les initiateurs de la revue La Nouvelle Ronde de 1925. Les écrivains évoquaient déjà la nécessité d'un renouveau de la littérature.

## Auteurs
Organisé principalement autour d'Émile Roumer, de Carl Brouard, cette initiative visait à insuffler du renouveau dans la pensée et l'art haïtiens par un retour aux sources, à ce qui est propre à Haïti.    
D'autres auteurs se feront passer pour les illustrateurs du mouvement indigéniste haïtien, nous pouvons citer : Philippe Thoby-Marcelin, Jacques Roumain. Jean Price Mars demeura, malgré lui et sans conteste, le précurseur de la négritude, le premier théoricien et père du mouvement indigéniste haïtien en  publiant son immense essai ethnographique Ainsi parla l'oncle paru en 1928.      
C’est également vers la fin de cette période que Jean-Baptiste Cinéas inaugure le roman dit paysan avec la publication en 1933 de Le Drame de la Terre, une œuvre d'un genre nouveau qui allait être renforcer un peu plus tard par Jacques Roumain en 1944 avec la sortie de son chef-d'œuvre Gouverneurs de la rosée (1944).